# Eublemma chionophlebia
Eublemma chionophlebia is een vlinder van de familie van de spinneruilen (Erebidae). De wetenschappelijke naam van deze soort is voor het eerst voorgesteld door George Francis Hampson in een publicatie uit 1910.
De soort komt voor in Namibië en Zuid-Afrika.